# Gianfranco Dell'Alba
 (avril 2021).
Si vous disposez d'ouvrages ou d'articles de référence ou si vous connaissez des sites web de qualité traitant du thème abordé ici, merci de compléter l'article en donnant les références utiles à sa vérifiabilité et en les liant à la section « Notes et références ».
Gianfranco Dell'Alba, né à Livourne le 24 mai 1955, est un fonctionnaire et homme politique italien. Il a été député européen pendant deux mandats, de juillet 1994 à juillet 2004. De 2009 à 2017, il a été directeur de la délégation de la Confindustria auprès de l'Union européenne. Actuellement, il est consultant. 

## Biographie
Diplômé en sciences politiques de l'université La Sapienza de Rome, Gianfranco Dell'Alba a été fonctionnaire du Parlement européen et du Programme des Nations unies pour le développement à Genève. 
Il a été élu membre du Parlement européen lors des élections de 1994 pour la liste Marco Pannella, puis reconfirmé en 1999 pour la liste Emma Bonino. Il a été vice-président de la délégation pour les relations avec l'Ukraine, le Belarus et la Moldavie et de la délégation pour les relations avec la Slovénie ; de 1999 à 2001, il a été coprésident du groupe technique des membres indépendants - groupe mixte.
Il a été candidat à la Chambre des députés dans la circonscription de Collesalvetti lors des élections politiques de 2001, sans être élu. Lors des élections politiques des 9 et 10 avril 2006, il a été candidat au Sénat de la République sur les listes de la Rosa nel Pugno, mais n'a pas été élu. De mai de la même année, jusqu'en mai 2008, il a été chef de cabinet de la ministre des politiques européennes Emma Bonino.
Il a été membre de la direction du Parti radical transnational de 1987 à 2005 et secrétaire de l'organisation non gouvernementale italienne Non c'é Pace Senza Giustizia de 1998 à 2009, dont il a été ensuite Président du Consiglio Direttivo de mai 2018 à mai 2023.
Du 2 mars 2009 à septembre 2017, il a été directeur de la délégation de Confindustria auprès de l'Union européenne à Bruxelles. Il a ensuite été Of Counsel de Grimaldi Studio Legale.